# Соколовка (Оренбургская область)
Соколовка — село в Домбаровском районе Оренбургской области в составе Полевого сельсовета.

## География
Находится на расстоянии примерно 37 километров по прямой на запад от районного центра посёлка Домбаровский.

## Климат
Климат резко континентальный. Зима, как правило, малоснежная, суровая, холодная. Самый холодный месяц — январь. Средняя температура января −16,5…−17 °C. Осадки за холодный период года (с ноября по март) составляют около 100 мм. Снежный покров устанавливается в середине ноября и исчезает в конце апреля. Высота снежного покрова менее 30 см. Весна развёртывается интенсивно. Быстро нарастает температура и прогревается земля. Безморозный период в среднем составляет 120—135 дней. Лето жаркое, начало обычно засушливое. Средняя температура июля +21,8 °C. Максимальная температура может доходить до +42 °C. Осадки за тёплый период года (с апреля по октябрь) составляют около 100—250 мм. Осенью начинаются утренние заморозки. Понижение температур происходит неравномерно. В конце октября температура опускается ниже нуля.

## История
Основано, вероятно, в 1916 году как хутор. В 1928 году здесь был организован колхоз «Новая жизнь». Впервые село Соколовка упоминается в 1939 году (по аулсовету № 7 Домбаровского района). Развитие своё, поселение получило с 1954 года, когда на востоке области началась «целинная эпопея» и было утверждено в Чкаловской области организация 8-и новых совхозов, среди которых был и совхоз «Полевой». С 1957 года колхоз «Новая жизнь» был реорганизован в одно из отделений совхоза. Село Соколовка стало отделения совхоза «Полевой». После акционирования сельхоз предприятия в 1992 году Соколовка стала центром одного из отделений ЗАО (ОАО) «Полевое». В настоящее время — центр отделения ООО «Полевое».

## Население
Постоянное население составляло 234 человек в 2002 году (казахи 68 %), 164 человека в 2010 году.